# No Other Land
No Other Land es un documental de 2024 dirigido por el abogado y periodista palestino Basel Adra, el fotógrafo y agricultor palestino Hamdan Ballal, el periodista de investigación israelí Yuval Abraham y la directora de fotografía israelí Rachel Szor, quienes hacen su debut como directores. La película fue creada como un acto de resistencia en su lucha por la justicia en medio del conflicto israelí-palestino. La película se rodó entre 2019 y 2023 y muestra la resistencia de una comunidad palestina en la Cisjordania ocupada ante su desplazamiento forzoso después de que su tierra fuera declarada campo de tiro por las autoridades israelíes.
Coproducción entre Yabayay Media de Palestina y Antipode Films de Noruega, la película fue seleccionada para la sección Panorama del 74.ª Festival Internacional de Cine de Berlín, donde tuvo su estreno mundial el 16 de febrero de 2024. Allí, ganó el Premio del Público Panorama a Mejor Película Documental, y el Premio de Cine Documental de la Berlinale.
El 2 de marzo de 2025, No Other Land ganó el premio a Mejor Largometraje Documental en la 97.ª edición de los Premios Óscar.

## Argumento
Basel Adra, un joven activista palestino, ha estado luchando contra el desplazamiento forzado de su pueblo en Masafer Yatta, una región de Cisjordania, desde su niñez. A través de su cámara, documenta la lenta destrucción de su tierra natal, donde el ejército israelí derrumba casas y expulsa a los residentes para establecer una zona de tiro militar. A lo largo de su lucha, se hace amigo de Yuval, un periodista judío israelí que lo apoya en su causa. Juntos forman un vínculo inesperado, pero su amistad se ve puesta a prueba por la abismal diferencia entre sus realidades: mientras Basel enfrenta una constante opresión y violencia, Yuval goza de libertad y seguridad.

## Represalias
Tras los discursos de Basel Adra y Yuval Abraham al recibir el premio a mejor documental en la Berlinale de 2024, el mensaje por la paz de Abraham fue calificado de «antisemita» y se quedó varios días en el extranjero por temor a regresar a Israel tras la oleada de amenazas de muerte a él y su familia.
Tras la gala de los premios Óscar, el ministro de cultura de Israel, Miki Zohar, pidió a las salas de cine e instituciones culturales financiadas por su ministerio que se negaran a proyectar la película por ser difamatoria, una «herramienta de propaganda antiisraelí» y «dañar el buen nombre de Israel en tiempos de guerra». El filme, de hecho, carece de distribuidor en los Estados Unidos.
El 24 de marzo de 2025, el codirector Hamdan Ballal fue atacado por un grupo de colonos israelíes armados con porras, cuchillos y al menos un rifle de asalto en su casa en la aldea de Susiya, en el área de Masafer Yatta, en Cisjordania. Tras el ataque fue trasladado a una ambulancia, pero militares israelíes le detuvieron cuando aún estaba sangrando. Al día siguiente fue liberado después de pasar toda la noche maniatado en una base militar «mientras dos soldados le golpeaban en el suelo».
El 29 de julio,  Odeh Hadalin, activista palestino de 31 años y padre de tres hijos que ayudó a realizar el documental ganador del Óscar No Other Land, fue asesinado a tiros durante un ataque de colonos en Umm al-Khair, en la Cisjordania ocupada. Su muerte se produjo cuando un grupo de colonos irrumpió en la aldea con un buldócer. Mientras los vecinos trataban de bloquear su avance, el conductor embistió a uno de ellos con la pala. En medio del caos, uno de los colonos, identificado como Yinon Levi, comenzó a disparar repetidamente alcanzando a Hadalin.